# Дизельная электростанция

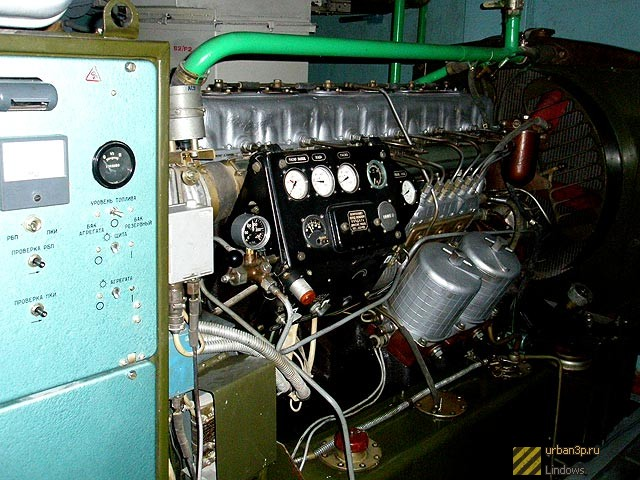
Дизельная электростанция в убежище гражданской обороны

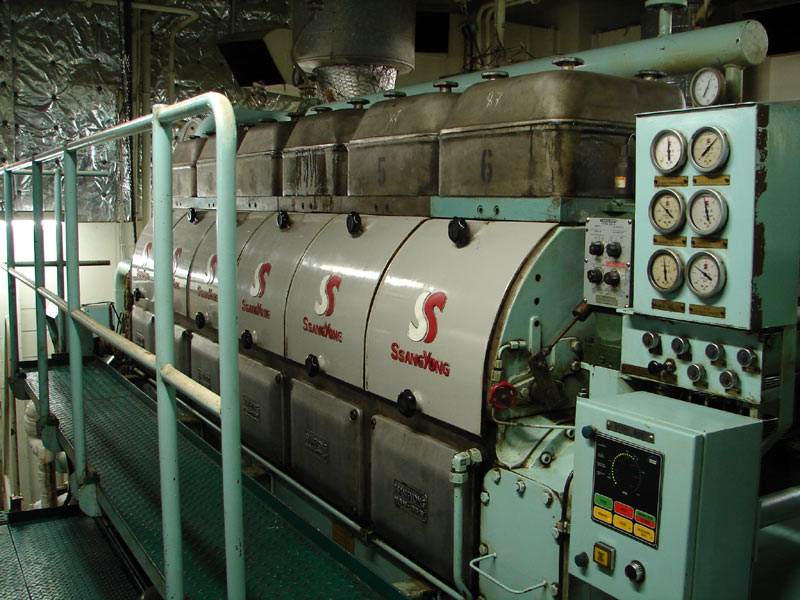
Судовая дизель-генераторная установка

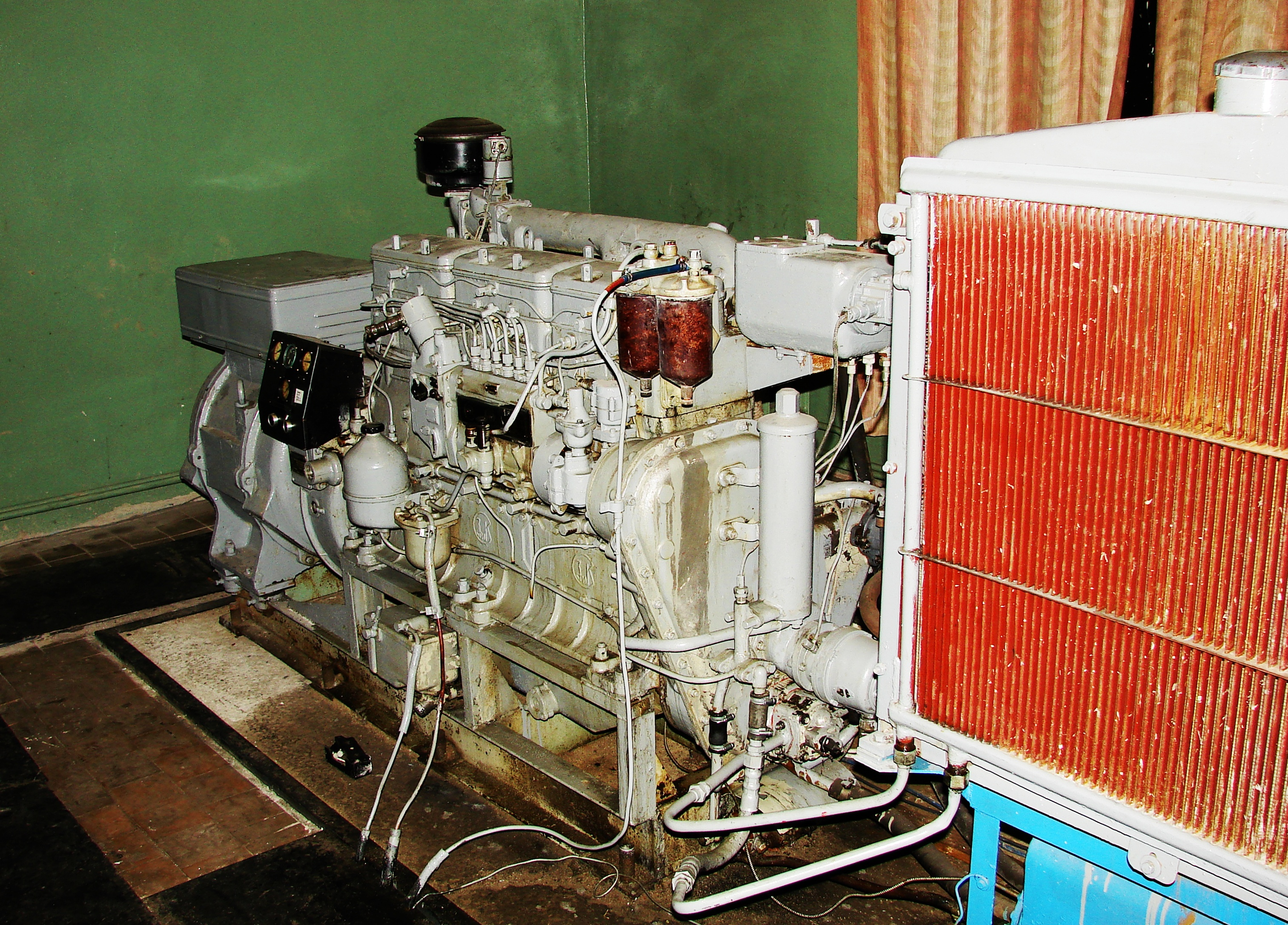
Стационарный электроагрегат, железнодорожная электростанция

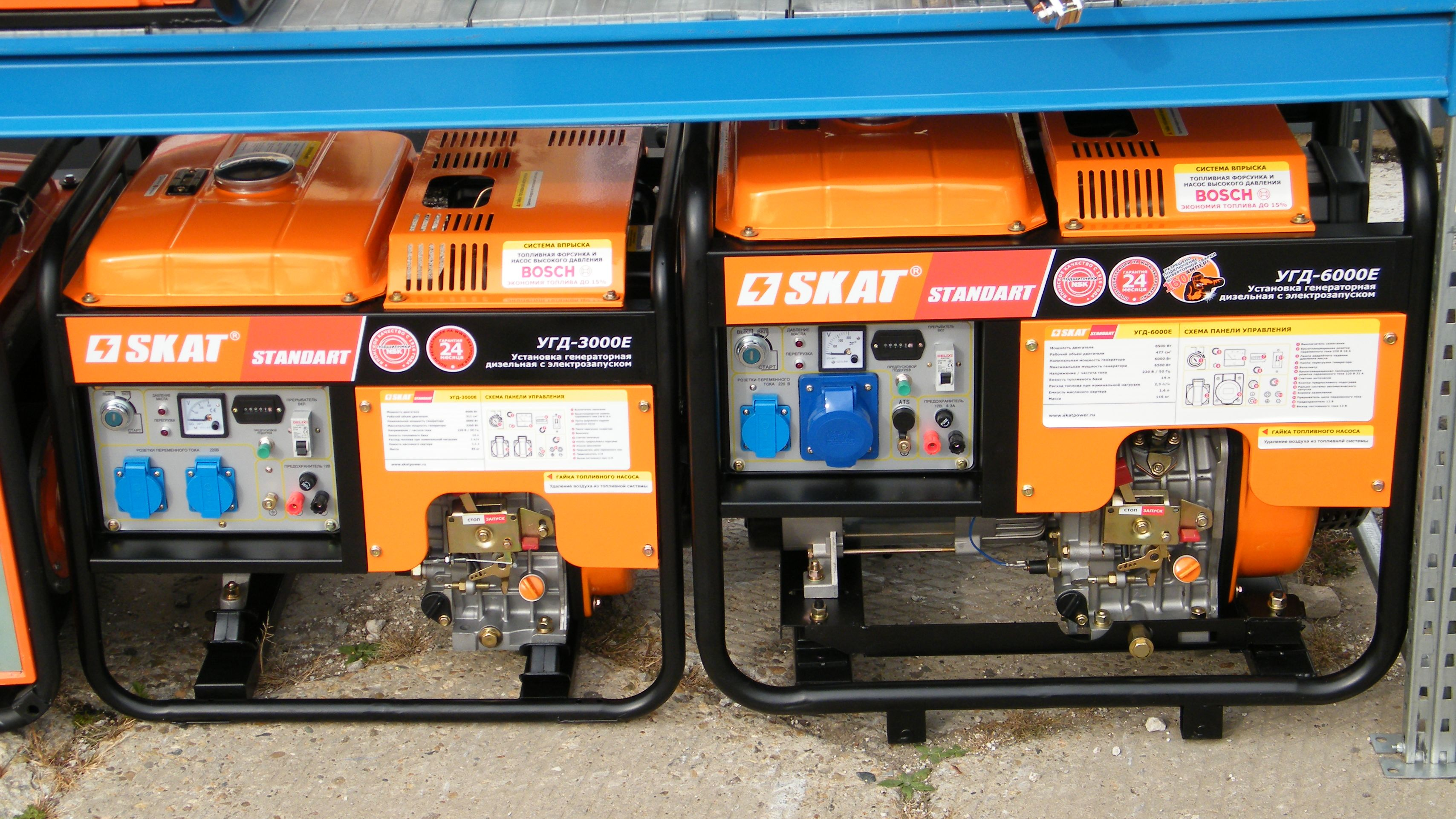
Переносные дизель-генераторы с воздушным охлаждением

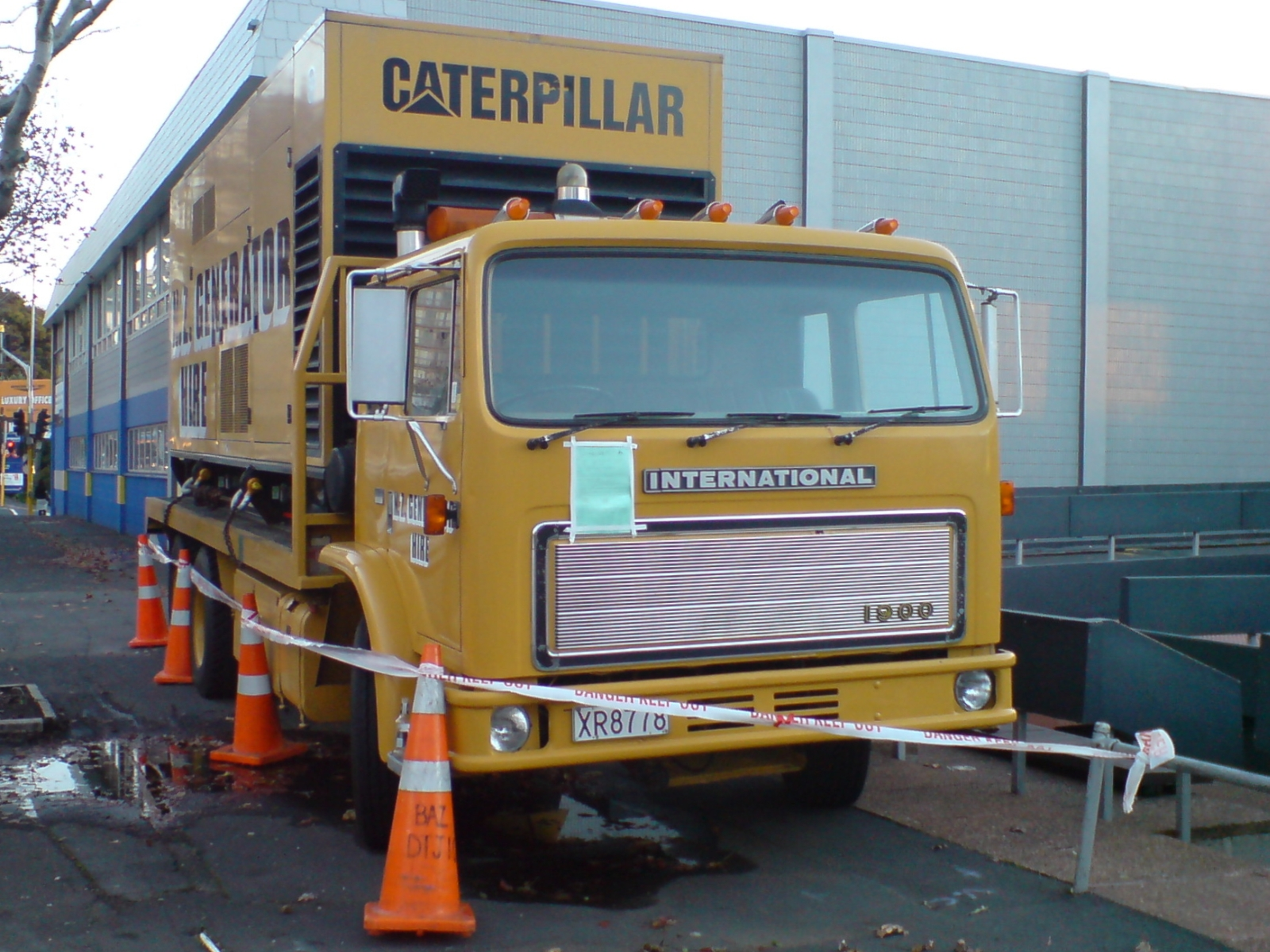
Электроагрегат на шасси грузовика

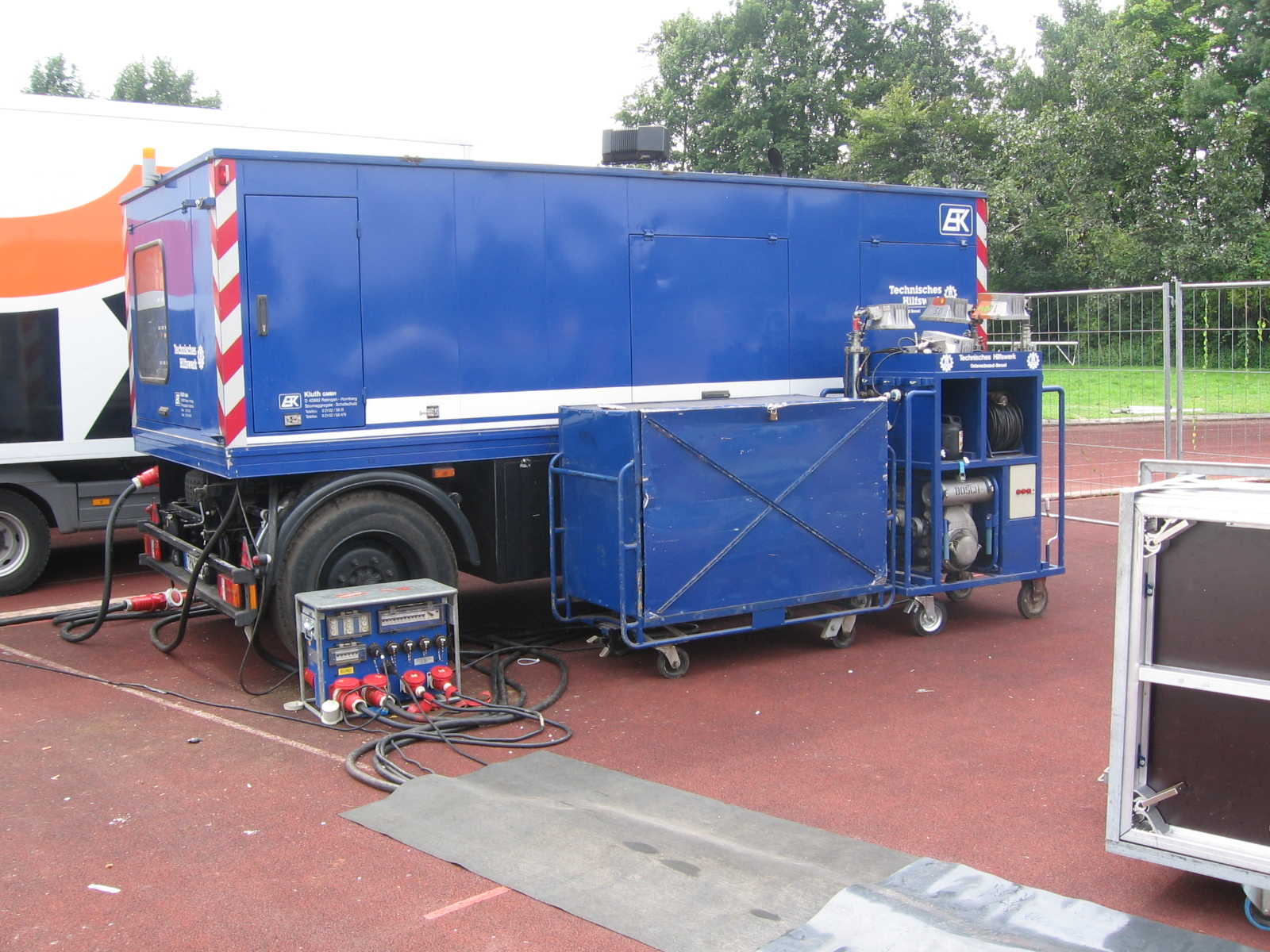
Электроагрегат на автомобильном прицепе

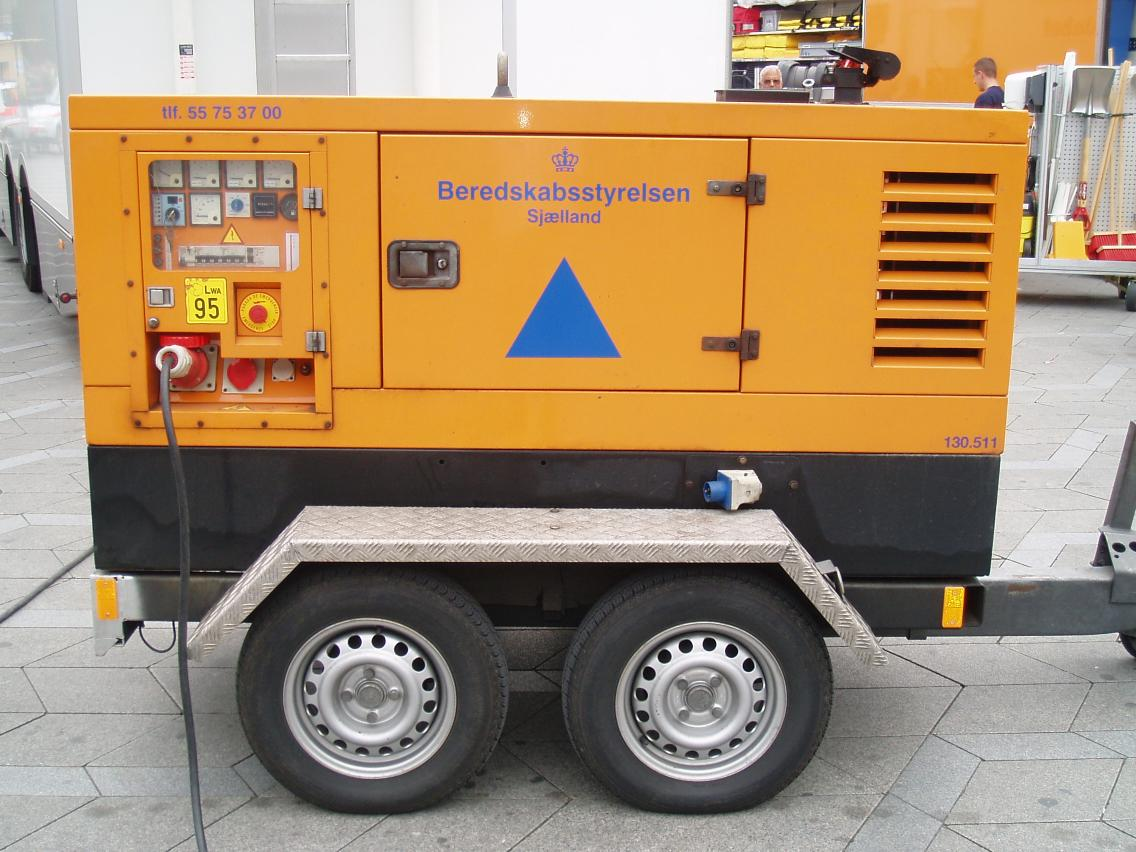
Электроагрегат может буксироваться малотоннажным грузовиком

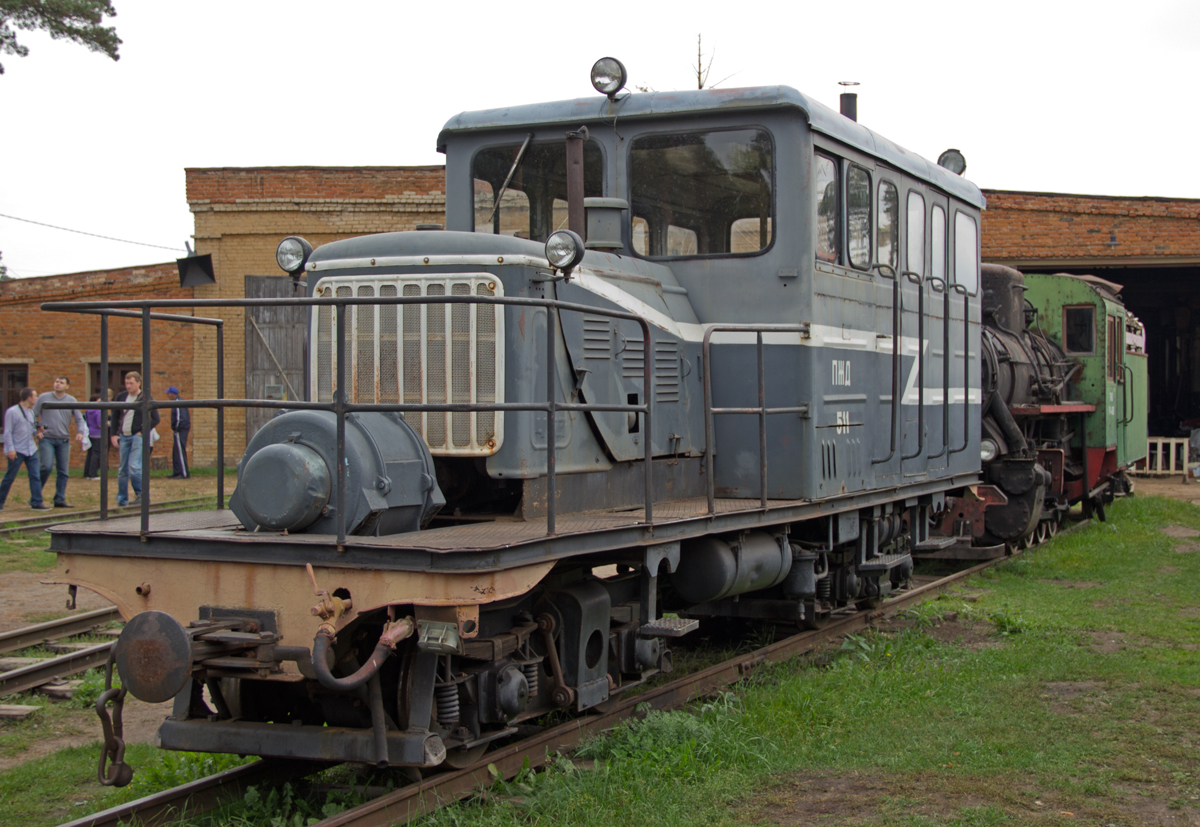
ЭСУ2А — электростанция дизельная самоходная узкоколейная, ширина колеи 750 мм

Ди́зельная электроста́нция (дизель-генераторная установка (ДГУ), дизель-генератор) — стационарная или подвижная энергетическая установка, оборудованная одним или несколькими электрическими генераторами с приводом от дизельного двигателя внутреннего сгорания. Существуют также электростанции с приводом от бензинового двигателя — бензиноэлектрический агрегат или бензиновая электростанция и газопоршневые электростанции.
Следует учитывать, что термины дизельная электростанция, дизельэлектрический агрегат и дизель-генератор не являются синонимами:
- дизель-генератор — устройство, состоящее из конструктивно объединённых дизельного двигателя и генератора;
- дизельэлектрический агрегат в свою очередь включает в себя дизель-генератор, а также вспомогательные устройства: раму, приборы контроля, топливный бак;
- дизельная электростанция — это стационарная или передвижная установка на базе дизельэлектрического агрегата, дополнительно включающая в себя устройства для распределения электроэнергии, устройства автоматики, пульт управления.

Как правило, такие электростанции объединяют в себе генератор переменного тока и двигатель внутреннего сгорания, которые установлены на стальной раме, а также систему контроля и управления установкой. Двигатель внутреннего сгорания приводит в движение синхронный или асинхронный электрический генератор. Соединение двигателя и электрического генератора производится либо напрямую фланцем, либо через демпферную муфту. В первом случае используется двухопорный генератор, то есть генератор, имеющий два опорных подшипника, а во втором — с одним опорным подшипником (одноопорный).

## Виды и варианты исполнения
Дизельные электростанции различаются по выходной электрической мощности, виду тока (переменный трёхфазный/однофазный, постоянный), выходному напряжению, а также частоте тока (например, 50, 60, 400 Гц).
Также дизельные электростанции разделяют по типу охлаждения дизельного двигателя, воздушному или жидкостному. Электростанции с дизельным двигателем жидкостного охлаждения — это агрегаты больших мощностей и размеров.

### По назначению
- Передвижные — электростанции мощностью, как правило, до 1000 кВт. Применяются в качестве переносного (портативные) или резервного источника электроснабжения. Зачастую представлены в специальном шумозащитном кожухе или контейнере со стандартными (разрешенными) транспортировочными габаритами.
- Стационарные (промышленные) — электростанции, любой мощности и типа, интегрированные в единую систему энергокомплекса.

### По конструктивному исполнению
- Линейный или традиционный генератор вращения.
- Открытого исполнения — базовое исполнение электростанции, предназначено для размещения электроустановки в специально оборудованном помещении.
- В шумозащитном кожухе — для установки в помещение или на улице при наличии требований к снижению шума.
- Контейнерные — монтаж электростанции в блок-контейнер,  часто в форм-факторе морского ISO-контейнера, осуществляется для эксплуатации установки в тяжелых климатических условиях и повышенной вандалозащищённости.
- Электростанция может быть установлена в фургон, машину или на шасси. Таким образом, она приобретает статус мобильной электростанции.

### По роду тока
Маломощные дизельные электростанции вырабатывают, как правило, однофазный переменный ток напряжением 220 В и/или трёхфазный напряжением 380 В.
Трёхфазные электростанции имеют более высокий КПД за счёт более высокого КПД генератора переменного тока.
Переносные дизельные электростанции с встроенным выпрямителем (инвертором) могут иметь дополнительный выход постоянного тока напряжением 12-14 вольт, например, для зарядки аккумуляторов.
Мощные дизельные электростанции вырабатывают трёхфазный ток:
- низковольтные — с напряжением до 1 кВ;
- высоковольтные — с напряжением более 1 кВ (6,3 кВ, 10 кВ).

Если необходимо передавать электроэнергию, выработанную низковольтными электростанциями, на значительные расстояние по линиям электропередачи, напряжение повышается на электрических подстанциях до 6,3 кВ или 10,5 кВ.

### По типу генератора переменного тока
Синхронный генератор переменного тока
Так как частота переменного тока синхронного генератора определяется числом оборотов ротора (двигателя), то дизельная электростанция должна иметь механизм, обеспечивающий постоянное число оборотов дизельного двигателя независимо от нагрузки (генерируемой электрической мощности).
Частота переменного тока синхронного генератора будет: {\displaystyle f={\frac {n}{60}}},
где
{\displaystyle f} — частота в герцах;
{\displaystyle n} — число оборотов ротора в минуту.
Если генератор имеет число пар полюсов {\displaystyle p}, то соответственно этому частота электродвижущей силы такого генератора будет
в {\displaystyle p} раз больше частоты электродвижущей силы двухполюсного генератора: {\displaystyle f=p{\frac {n}{60}}}.
ЭДС синхронного генератора регулируется изменением тока возбуждения.
Асинхронный генератор переменного тока
Асинхронный генератор может генерировать переменный ток произвольной, нестандартной частоты (значительно отличающейся, например, от используемой в промышленности и быту частоты 50 Гц). Переменный ток после выхода из генератора подвергается выпрямлению, затем получившийся постоянный ток инвертор преобразует в переменный ток с параметрами, определяемыми стандартом. Недорогие модели инверторов имеют на выходе переменный ток несинусоидальной формы, обычно прямоугольные импульсы или модифицированная синусоида.
ЭДС асинхронного генератора регулируется изменением числа оборотов двигателя и изменением тока возбуждения (если предусмотрено конструкцией генератора).
Асинхронные генераторы без встроенной системы «стартового усиления» плохо переносят длительные перегрузки, в отличие от синхронных.

### Сварочные агрегаты
Особой разновидностью дизельных и бензиновых электростанций следует считать сварочные агрегаты, генерирующие постоянный или переменный ток для электродуговой сварки. Выходное электрическое напряжение относительно низкое (около 90 вольт), однако сила тока велика, электрические генераторы не боятся коротких замыканий.

## Применения
Такие электростанции и установки применяются в качестве основных, резервных или аварийных источников электроэнергии для потребителей одно- или трёхфазного переменного тока, для электропитания тепловозов, карьерных самосвалов, подводных лодок и другой техники, используют в малой энергетике, для энергообеспечения вахтовых посёлков, производств, установок связи и т. д., в качестве железнодорожных электростанций и энергорезервирования, в системе аварийного снабжения компьютерных сетей, потребителей собственных нужд на атомных и тепловых электростанциях, и других стратегических объектов, включенных совместно с ИБП
Первые передвижные дизельные электростанции в СССР были спроектированы в ПКБ Мосэнерго (Мосэнергопроект) для восстановления нарушенного электроснабжения и для энергоснабжения перебазированных промышленных предприятий в новых районах во время Великой Отечественной войны Народный комиссариат электростанций СССР предложил Мосэнерго изготовить передвижные тепловые электростанции, используя демонтируемое, бывшее в работе оборудование. Передвижные электростанции-энергопоезда собирались на Фрунзенской ТЭЦ. Готовые энергопоезда мощностью 500—1500 кВт отправлялись в освобождённые города, где они обеспечили электроснабжение аварийно-восстановительных работ.